# 野牡丹棒粉蝨
野牡丹棒粉蝨（学名：Aleuroclava melastomae）为粉蝨科棒粉蝨屬下的一个种。